# Asile's World (singolo)
Asile's World (in italiano "Il mondo di Asile") è una canzone di Elisa del 2000, estratta come terzo singolo dall'omonimo album.

## Descrizione
Il titolo e il testo della canzone rimandano ad un mondo rovesciato e paradossale: infatti "Asile" è "Elisa" scritto al contrario e perciò il titolo può essere interpretato come "il mondo capovolto di Elisa". La canzone dà anche il nome alla S.a.s. Asile, fondata nel 1999 e gestita da Elena Toffoli, sorella della cantautrice.

## Il singolo
Il singolo è stato pubblicato nel 2000. Esso contiene la versione Bedroom Rockers Remix, dalle sonorità leggermente più pop, remixata da Fred Ventura ed Enrico Colombo per Bedroom Rockers Productions. Tale versione è inclusa nel video ed è stata inserita nella seconda edizione dell'album nel 2001. Sulla cover del singolo le tracce numero 2 e 3 sono indicate invertite (quelle indicate sotto sono nell'ordine seguito dal CD).

## Video musicale
Per la promozione della canzone è stato girato un video musicale da Luca Guadagnino, regista anche dei video di Luce (tramonti a nord est), Broken e Swan, e prodotto da Grucho Film. Tale video vede la cantautrice camminare per una città (si deduce che si tratta di Milano da un tram arancione che passa velocemente in una scena) indossando un cappello bianco e comportandosi in modo piuttosto bizzarro con le altre persone.

## Tracce
Testi di Elisa, musiche di Elisa e Leo Z.
CDS 300747 2
1. Asile's World (Bedroom Rockers Productions Vocal) - 3:39
2. Asile's World (Bedroom Rockers Productions Vocal Instrumental) - 3:39
3. Asile's World (Album Version) - 3:49

CD promo INS 030
1. Asile's World (Album Version) - 3:49